# Église finlandaise de Stockholm
L'église  finlandaise (en suédois : Finska kyrkan, en finnois : Suomalainen kirkko) officiellement église de Fredrik (en suédois : Fredriks kyrkan) est une église située dans le quartier de Gamla stan à Stockholm en Suède.  

## Présentation
L'édifice est une église et une salle paroissiale de la congrégation finlandaise au sein de l'Église de Suède.  
Le bâtiment est situé à l'adresse  Slottsbacken 2 B–C.

## Histoire
Dès le XVIème siècle, les Finlandais vivant à Stockholm ont eu accès à l'église du monastère dominicain. Le premier service religieux en langue finnoise y a eu lieu en 1533
Sur ordre du roi, l'église fut démolie en 1547, car le roi estimait que les briques de l'église pourraient être mieux utilisées ailleurs. Les Finlandais ont eu accès à une chapelle dans l'église du village, qui est maintenant la Grande Église. 
L'espace devint exigu et Jean III céda aux Finlandais la maison de guilde P. Gertrud en 1576.
Ce bâtiment fut également utilisé comme église allemande et, en 1607, les Finlandais durent déménager dans l'église du monastère franciscain, qui est aujourd'hui l'église de Riddarholmen. 
Là aussi, l’église était partagée avec une autre congrégation. 
Après cela, leur église fut l'église Sainte-Catherine, qui fut incendiée, l'église Tollstadius à Blasieholmen, l'église de la garnison de Holm.
La congrégation de l'Église finlandaise acheta le bâtiment actuel, construit entre 1648 et 1653, en 1725, et il fut consacré le 19 décembre de la même année. L'achat a été approuvé par le roi de Suède de l'époque, Fredrik Ier. L'église est officiellement appelée l'église de Fredrik. 
Le bâtiment a été transformé en église sous la direction de l'architecte de la cour Göran Josuæ Adelcrantz. Avant cela, le bâtiment servait d'installation sportive.
Des dons ont été reçus pour l'église et le chancelier, Arvid Horn, est devenu le patron de la congrégation. 
À la demande du conseil de l'église, la paroisse devient bilingue à la fin des années 1730.

## Intérieur
La nef a une forme rectangulaire et mesure 20 mètres sur 10 mètres et dispose d'environ 400 places. 
À l'ouest se trouve une double galerie ornée des armoiries de la Finlande et des anciennes armoiries provinciales depuis 1734. 
Le retable, peint par Lorens Gottman en 1734, est une copie d'une oeuvre de Jean André et représente la Résurrection du Christ .
Le petit orgue a été construit par Olof Schwan en 1790 et a été restauré pour la dernière fois en 1990-1991. C'est le seul orgue d'Olof Schwan de Stockholm qui se trouve à son emplacement d'origine.
Le chœur de l'église abrite le grand orgue fabriqué par la fabrique d'orgues Martti Porthan en 1995.
Deux des lustres de l'église proviennent de l'église de Nyenskans en Ingrie, et ont été donnés à l'église par la famille Luhr en 1734.

## Galerie

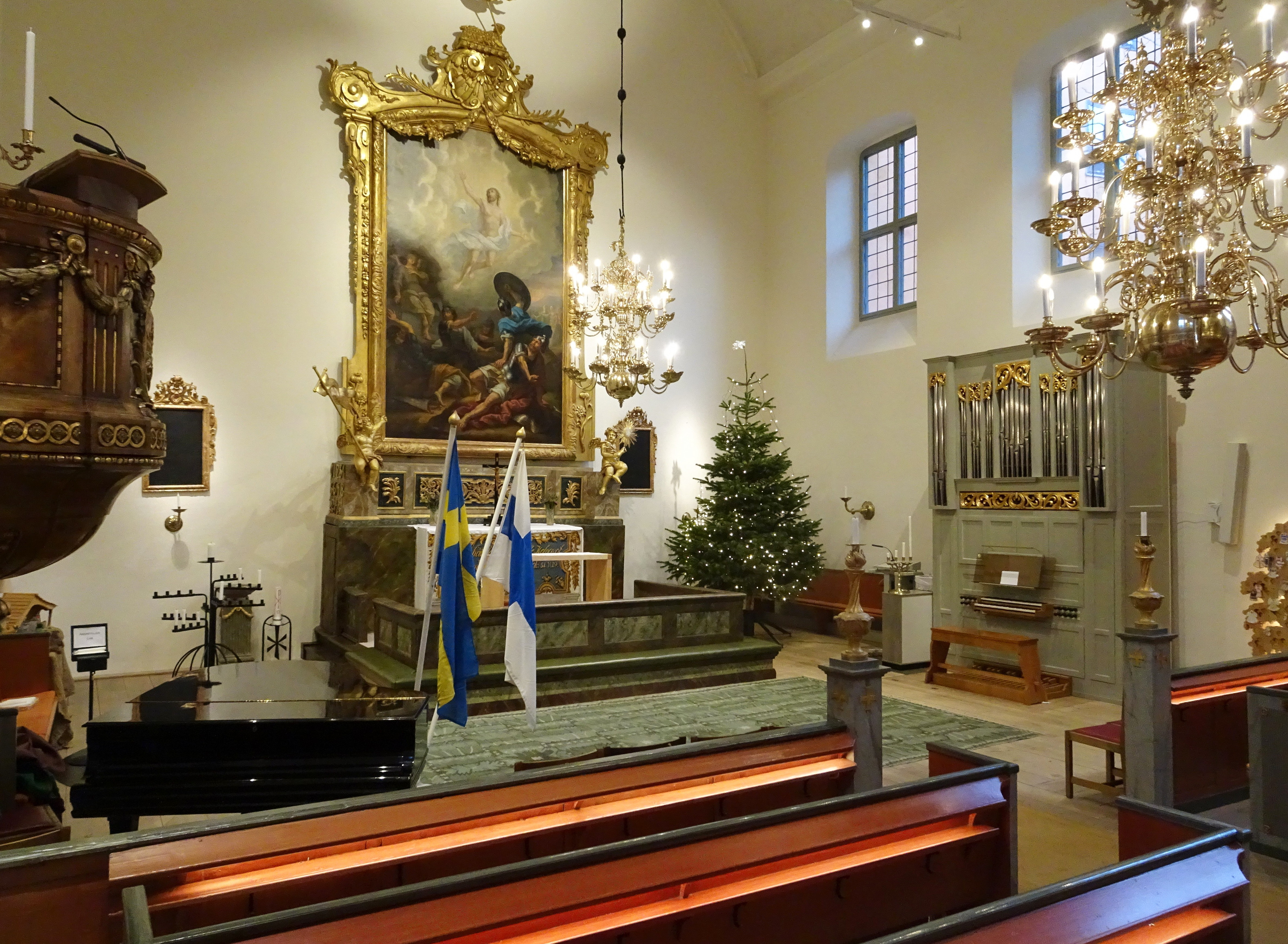
Autel et petit Orgue.
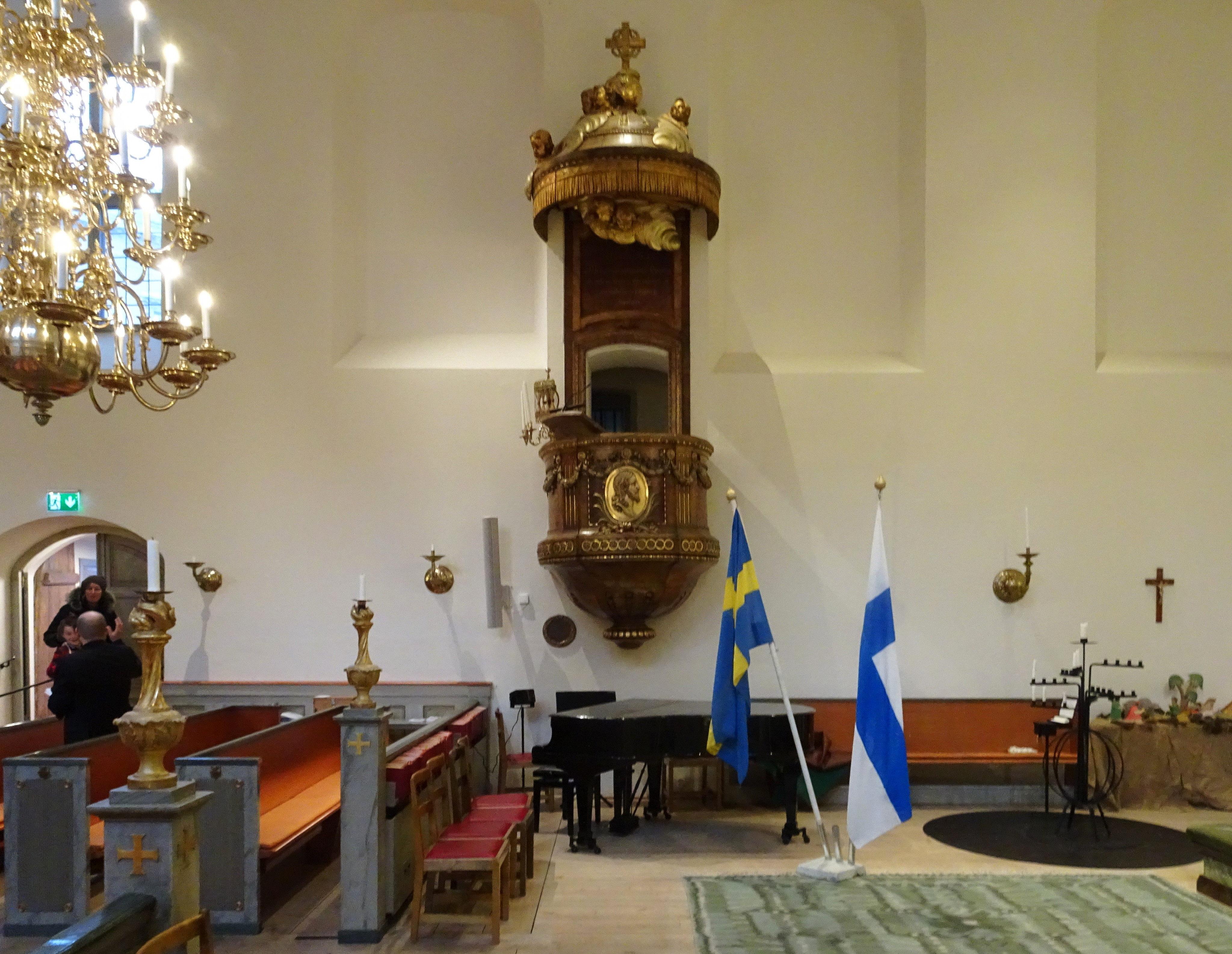
Chaire.
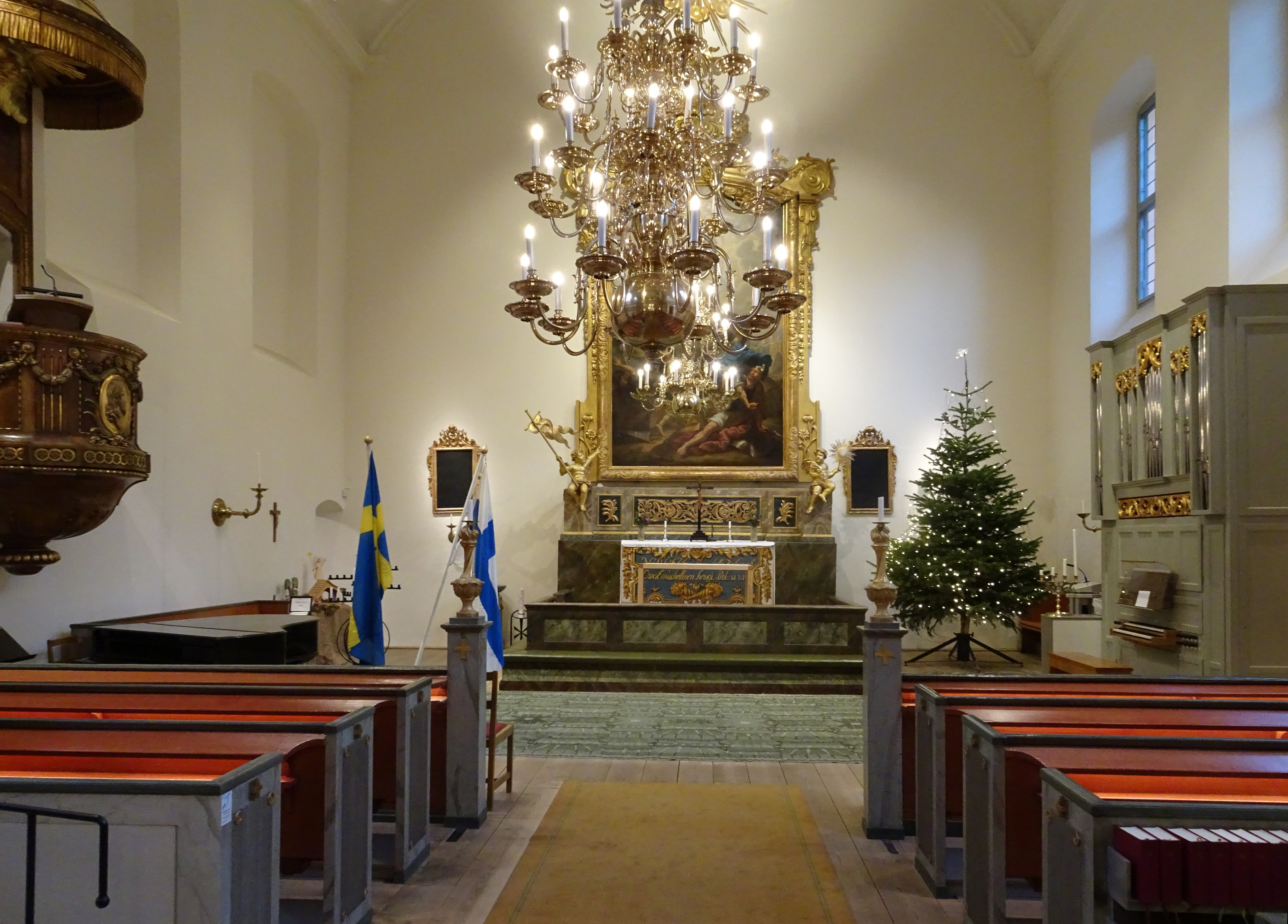
L'autel.
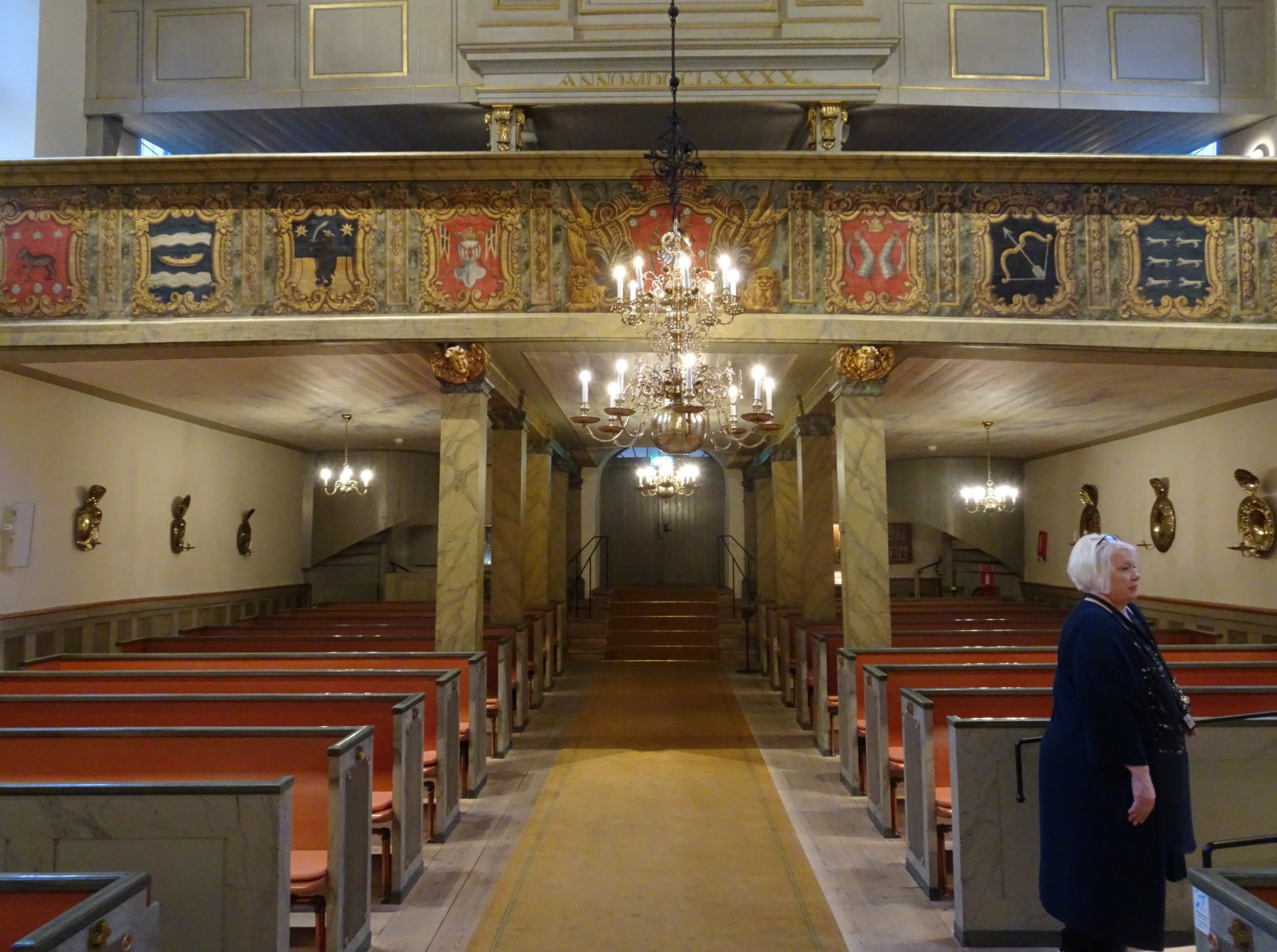
Le pupitre d'orgue.